# Eduard von Kielmansegg
Eduard von Kielmansegg (Hannover, 15 febbraio 1804 – Blumenau, 6 marzo 1879) è stato un politico tedesco naturalizzato austriaco.
Fu primo ministro del Regno di Hannover.

## Biografia
Kielmansegg nacque come secondogenito del conte Ludwig Friedrich von Kielmansegg e di sua moglie Frederike Eleonore, figlia del maresciallo conte Giovanni Ludovico di Wallmoden-Gimborn, figlio illegittimo di re Giorgio II di Gran Bretagna. Sposò successivamente la nobildonna Juliane von Zesterfleth .
Studiò giurisprudenza a Ginevra, a Gottinga e da Berlino e dal 1825 entrò nel servizio civile dell'Hannover, divenendo dal 1838 consigliere di stato. Durante il suo mandato come politico si distinse in particolare modo per il suo sostegno al mantenimento dei privilegi della nobiltà contro la liberalizzazione ormai presente nel regno di Hannover.
Il 2 marzo 1843 von Kielmansegg venne nominato da re Ernesto Augusto I di Hannover come membro del consiglio dei ministri di stato. A seguito delle rivolte del 1848, von Kielmansegg venne costretto a dimettersi. Con la firma della costituzione del regno in quello stesso anno, continuò ad ogni modo a lavorare a favore dei diritti e dei privilegi dell'aristocrazia (ormai perduti).
Nel 1853 divenne ambasciatore dell'Hannover a Francoforte sul Meno.
Con la salita al trono di Giorgio V di Hannover, il 29 luglio 1855, von Kielmansegg venne nominato primo ministro del regno e ministro delle finanze del commercio. Da questa sua nuova posizione, governò strettamente a favore del sovrano e dell'aristocrazia. Dopo una disputa sull'introduzione di un nuovo catechismo, von Kielmansegg venne sollevato dall'incarico il 10 dicembre 1862.
Dopo l'annessione del Regno di Hannover alla Prussia nel 1866, andò in esilio in Austria con tutta la sua famiglia. Nel marzo del 1867, ottenne l'incarico segreto di trasportare il tesoro della corona di Hannover dal castello di Marienburg a Londra perché fosse meglio preservato. Nel 1869, ricevette dall'ex sovrano Giorgio V di Hannover l'incarico di recuperare tutti i gioielli e di portarli a Gmunden.
Von Kielmansegg morì il 6 marzo 1879 a Blumenau.

## Matrimonio e figli

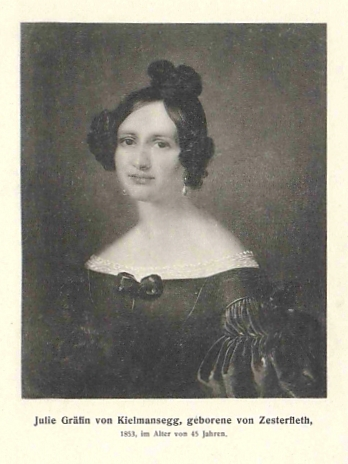
Juliane von Zesterfleth

Il 4 settembre 1832 il conte Eduard von Kielmansegg sposò Juliane von Zesterfleth (15 febbraio 1808 - 28 novembre 1880). La coppia ebbe i seguenti figli:
- Alexander (13 agosto 1833 - agosto 1914), sposò Sophia Philippa Sidney († 12 maggio 1907)
- Theo (1836-1867), sposò 1863 Louise von Kielmansegg (1833-1901) (figlia di Ludwig Ferdinand von Kielmannsegg su Gültzow (1798-1873))
- Oswald (1838-1896), sposò la contessa Leontine Paar (1844-1912)
- Erich (13 febbraio 1847 - 5 febbraio 1923), sposò Anastasia Lebedevna Lebedeff

## Albero genealogico
|                                                        |                             |                                        | Genitori                             |  |  | Nonni |  |  | Bisnonni                     |  |  | Trisnonni                     |  |
|                                                        |                             |                                        |                                      |  |  |       |  |  | Georg Ludwig von Kielmansegg |  |  | Johann Adolph von Kielmansegg |  |
|                                                        |                             |                                        |                                      |  |  |       |  |  | Georg Ludwig von Kielmansegg |  |  | Johann Adolph von Kielmansegg |  |
|                                                        |                             | Sophia Charlotte von Platen-Hallermund |                                      |  |  |       |  |  | Georg Ludwig von Kielmansegg |  |  |                               |  |
| Friedrich von Kielmansegg                              |                             |                                        |                                      |  |  |       |  |  | Georg Ludwig von Kielmansegg |  |  |                               |  |
|                                                        |                             | Melosine Agnes von Spörcken            | Friedrich von Spörcken               |  |  |       |  |  |                              |  |  |                               |  |
|                                                        |                             | Melosine Agnes von Spörcken            | Friedrich von Spörcken               |  |  |       |  |  |                              |  |  |                               |  |
|                                                        |                             | Melosine Agnes von Spörcken            | …                                    |  |  |       |  |  |                              |  |  |                               |  |
| Ludwig Friedrich von Kielmansegg                       |                             | Melosine Agnes von Spörcken            |                                      |  |  |       |  |  |                              |  |  |                               |  |
|                                                        |                             | Georg Wilhelm von Spörcken zu Winsen   | Ernst Wilhelm von Spörcken zu Winsen |  |  |       |  |  |                              |  |  |                               |  |
|                                                        |                             | Georg Wilhelm von Spörcken zu Winsen   | Ernst Wilhelm von Spörcken zu Winsen |  |  |       |  |  |                              |  |  |                               |  |
|                                                        |                             | Georg Wilhelm von Spörcken zu Winsen   | Dorothea Elisabeth von Steinberg     |  |  |       |  |  |                              |  |  |                               |  |
| Charlotte von Spörcken                                 |                             | Georg Wilhelm von Spörcken zu Winsen   |                                      |  |  |       |  |  |                              |  |  |                               |  |
|                                                        |                             | Dorothea Hedwig Philippine von Bülow   | Carl Jakob von Bülow                 |  |  |       |  |  |                              |  |  |                               |  |
|                                                        |                             | Dorothea Hedwig Philippine von Bülow   | Carl Jakob von Bülow                 |  |  |       |  |  |                              |  |  |                               |  |
|                                                        |                             | Dorothea Hedwig Philippine von Bülow   | Margaretha Maria von Hattorf         |  |  |       |  |  |                              |  |  |                               |  |
| Eduard von Kelmansegg                                  |                             | Dorothea Hedwig Philippine von Bülow   |                                      |  |  |       |  |  |                              |  |  |                               |  |
|                                                        | Giorgio II di Gran Bretagna | Giorgio I di Gran Bretagna             |                                      |  |  |       |  |  |                              |  |  |                               |  |
|                                                        | Giorgio II di Gran Bretagna | Giorgio I di Gran Bretagna             |                                      |  |  |       |  |  |                              |  |  |                               |  |
|                                                        | Giorgio II di Gran Bretagna | Sofia Dorotea di Celle                 |                                      |  |  |       |  |  |                              |  |  |                               |  |
| Giovanni Ludovico di Wallmoden-Gimborn                 | Giorgio II di Gran Bretagna |                                        |                                      |  |  |       |  |  |                              |  |  |                               |  |
|                                                        |                             | Amalie von Wallmoden                   | Johann Franz Dietrich von Wendt      |  |  |       |  |  |                              |  |  |                               |  |
|                                                        |                             | Amalie von Wallmoden                   | Johann Franz Dietrich von Wendt      |  |  |       |  |  |                              |  |  |                               |  |
|                                                        |                             | Amalie von Wallmoden                   | Friderike Charlotte von dem Busche   |  |  |       |  |  |                              |  |  |                               |  |
| Frederica Eleonore Juliane von Wallmoden-Gimborn       |                             | Amalie von Wallmoden                   |                                      |  |  |       |  |  |                              |  |  |                               |  |
|                                                        |                             | August Wilhelm von Wangenheim          | Hartmann Ludwig von Wangenheim       |  |  |       |  |  |                              |  |  |                               |  |
|                                                        |                             | August Wilhelm von Wangenheim          | Hartmann Ludwig von Wangenheim       |  |  |       |  |  |                              |  |  |                               |  |
|                                                        |                             | August Wilhelm von Wangenheim          | Anna Magdalena von Reden             |  |  |       |  |  |                              |  |  |                               |  |
| Charlotte Christiane Auguste Wilhelmina von Wangenheim |                             | August Wilhelm von Wangenheim          |                                      |  |  |       |  |  |                              |  |  |                               |  |
|                                                        |                             | Magdalene Christine von Hardenberg     | Christian Ludwig I von Hardenberg    |  |  |       |  |  |                              |  |  |                               |  |
|                                                        |                             | Magdalene Christine von Hardenberg     | Christian Ludwig I von Hardenberg    |  |  |       |  |  |                              |  |  |                               |  |
|                                                        |                             | Magdalene Christine von Hardenberg     | Katharina Sibylle von Dörnberg       |  |  |       |  |  |                              |  |  |                               |  |
|                                                        |                             | Magdalene Christine von Hardenberg     |                                      |  |  |       |  |  |                              |  |  |                               |  |

| Controllo di autorità | VIAF (EN) 34833899 · ISNI (EN) 0000 0001 1053 3968 · CERL cnp01204545 · GND (DE) 101995741 |